# Ернест Голд
Ернест Голд (англ. Ernest Gold), уроджений Ернст Зигмунд Гольднер (нім. Ernst Sigmund Goldner; 13 липня 1921, Відень — 17 березня 1999, Санта-Моніка, Каліфорнія) — американський кінокомпозитор.

## Біографія
Народився у Відні. У 1938 р., після аншлюсу Австрії, його сім'я переїхала до США, рятуючись від нацистів (його батько був євреєм).
Написав музику майже до 100 фільмів і телевізійних постановок в період 1945—1992 рр.., серед яких були «Битва за Кораловому морі», «Вихід», «Цей шалений, шалений, шалений, шалений світ», «На березі», «Пожнеш бурю», «Корабель дурнів», «Залізний хрест».
Внесок Голда був відзначений чотирма номінаціями на «Оскар» за кращу музику до фільму і трьома номінаціями на «Золотий глобус». У 1960 р. завоював «Золотий глобус» за музику до фільму 1959 р. «На березі» (за яку також отримав пізніше «Греммі» за кращу пісню року), а роком пізніше отримав «Оскар» за музику до фільму «Вихід». Відзначений Голд зіркою на Голлівудській «Алеї слави».
Крім фільмів, написав музику до бродвейского мюзиклу «Я, Соломон» (en:i'm Solomon, 1968). Автор ряду творів в класичному жанрі, серед яких концерт для фортепіано, струнний квартет і соната для фортепіано.
Був одружений тричі. Друга дружина, співачка і акторка Марні Ніксон, у шлюбі (1950—1969) народила трьох дітей, серед яких — музикант Ендрю Голд (композитор пісень «Lonely Boy» і «Thank You for Being a Friend»). В автобіографії Ніксон твердить, що Голд під час шлюбу неодноразово їй зраджував. У 1975—1999 рр. був одружений з Джен Келлер Голд.
Помер від наслідків інфаркту в Санта-Моніці, Каліфорнія.